# Jack Lambert Trophy
Die Jack Lambert Trophy ist eine Auszeichnung für den besten Linebacker im College Football. Sie wird jährlich vom Touchdown Club of Columbus verliehen und ist nach Jack Lambert benannt, der als bester Linebacker seiner Zeit galt und für Kent State und die Pittsburgh Steelers spielte.
Aktueller Titelträger ist Josh Allen von der University of Kentucky.
Die meisten Gewinner stellt bisher Ohio State (4), gefolgt von Florida State, Texas A&M und Miami mit jeweils zwei Preisträgern.
James Laurinaitis ist bisher der einzige Spieler, der die Trophäe zweimal gewinnen konnte.

## Gewinner
| Jahr | Spieler                      | Schule                   |
| ---- | ---------------------------- | ------------------------ |
| 1991 | Erick Anderson               | University of Michigan   |
| 1992 | Marvin Jones                 | Florida State University |
| 1993 | Trev Alberts                 | Nebraska                 |
| 1994 | Derrick Brooks / Dana Howard | Florida State / Illinois |
| 1995 | Simeon Rice                  | Illinois                 |
| 1996 | Pat Fitzgerald               | Northwestern             |
| 1997 | Andy Katzenmoyer             | Ohio State               |
| 1998 | Dat Nguyen                   | Texas A&M                |
| 1999 | LaVar Arrington              | Penn State               |
| 2000 | Dan Morgan                   | Miami                    |
| 2001 | Rocky Calmus                 | Oklahoma                 |
| 2002 | E. J. Henderson              | Maryland                 |
| 2003 | Jonathan Vilma               | Miami                    |
| 2004 | Derrick Johnson              | Texas                    |
| 2005 | A. J. Hawk                   | Ohio State               |
| 2006 | Patrick Willis               | Ole Miss                 |
| 2007 | James Laurinaitis            | Ohio State               |
| 2008 | James Laurinaitis            | Ohio State               |
| 2009 | Rolando McClain              | Alabama                  |
| 2010 | Von Miller                   | Texas A&M                |
| 2011 | Luke Kuechly                 | Boston                   |
| 2012 | Jarvis Jones                 | University of Georgia    |
| 2013 | Khalil Mack                  | Buffalo                  |
| 2014 | Scooby Wright III            | Arizona                  |
| 2015 | Joe Schobert                 | Wisconsin                |
| 2016 | Ben Boulware                 | Clemson                  |
| 2017 | Josey Jewell                 | Iowa                     |
| 2018 | Josh Allen                   | Kentucky                 |